# Маска орудия

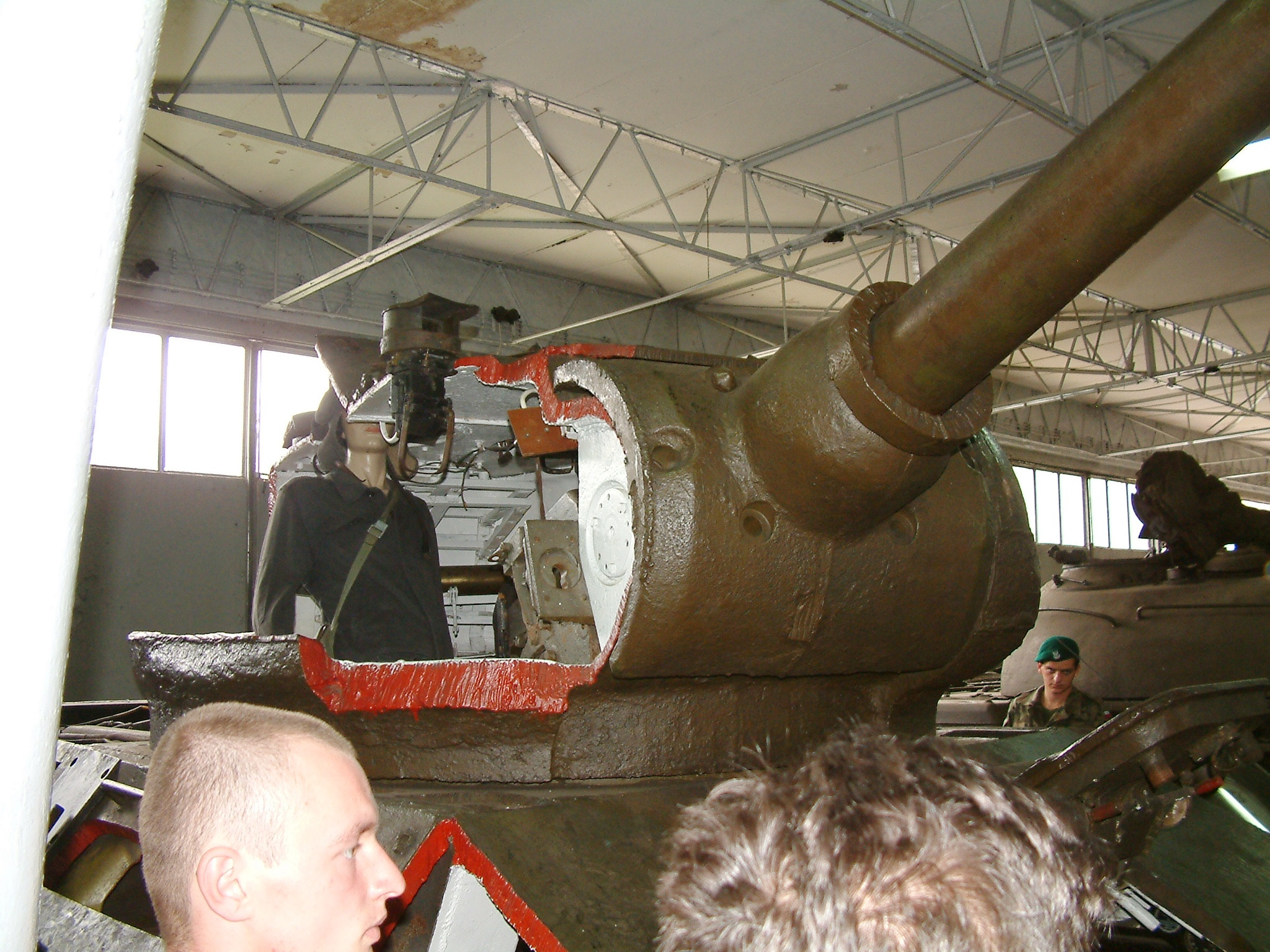
Маска пушки T-34. Танк служил учебным пособием.

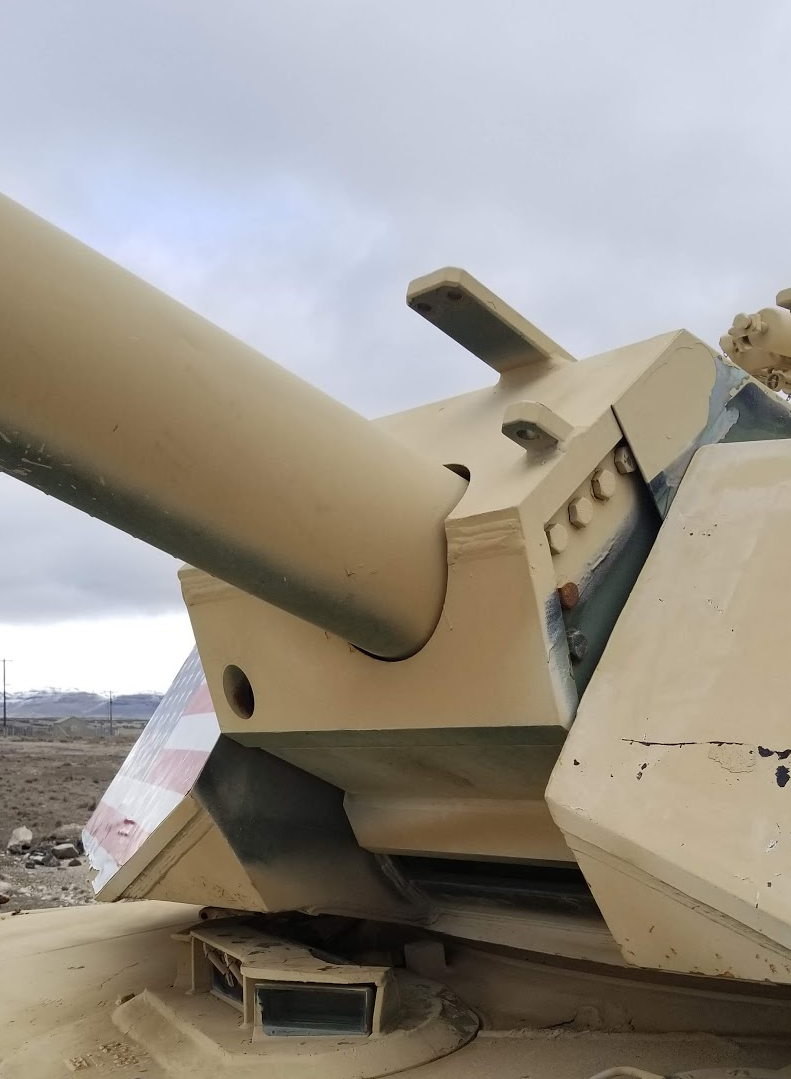
Маска пушки (танк Абрамс)

Маска орудия (также маска пушки, бронемаска) — подвижный бронещит, установленный вокруг ствола орудия в том месте, где оно выходит из башни танка или бронерубки самоходного орудия. Маска предназначена для защиты экипажа и механизмов от поражения огнём сквозь проёмы, которые образуются между стволом орудия и стенками бронекорпуса при повороте или наклоне пушки.

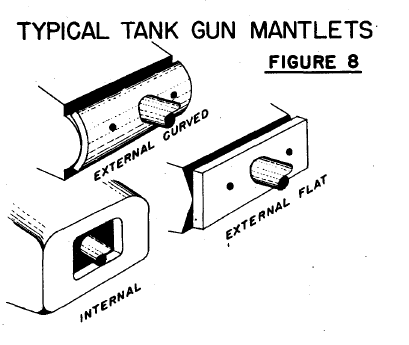
Типы масок

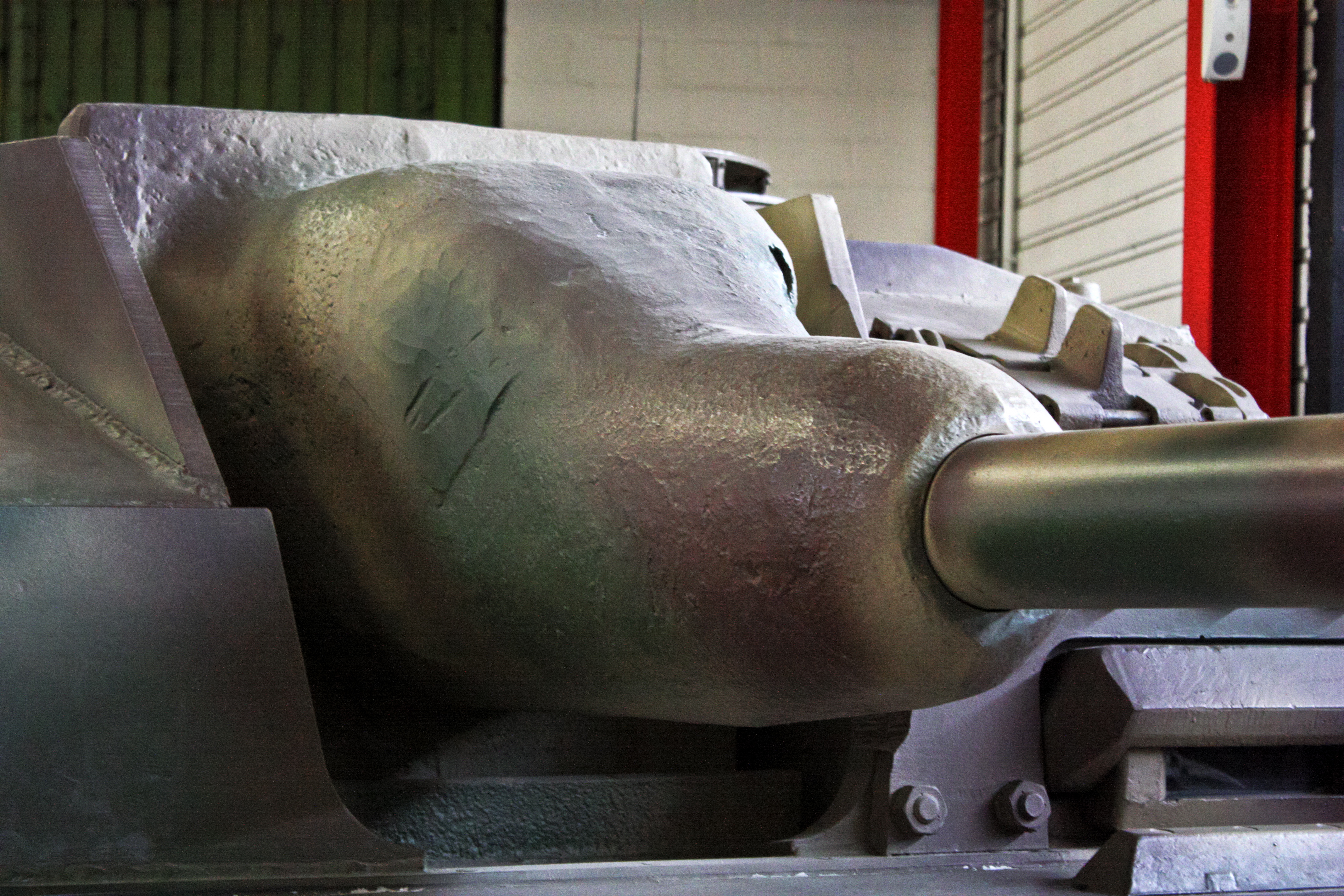
«Свиное рыло»

В ходе эволюции танков размер маски менялся: во Вторую мировую войну она имела большой размер и толщину, зачастую превышавшую толщину других участков брони. Выделялись внешние коробчатые (плоские) и искривлённые конструкции, внутренние маски (см. рисунок слева); также использовался узкий вариант, известный как «свиное рыло» (от нем. Saukopf). Последняя конструкция, которая снижала вероятность заклинивания орудия при попадании вражеского снаряда в башню, использовалась, например, на «Королевском Тигре». Впоследствии, с распространением стабилизаторов орудий, дополнительный вес, присоединённый к орудию, стал мешать механизмам наведения; размер и толщина бронемасок уменьшились. 
Таким образом, на таких танках, как M1 Abrams и Leopard 2 , броня маски была меньше, чем остальные элементы башни, чтобы уменьшить вес, и они стали гораздо меньше, чтобы минимизировать площадь, куда может попасть снаряд, попадание которого очень вероятно привело бы к пробитию и выведению пушки из строя и повреждению боевого отделения.
Некоторые танки, начиная с «Чифтена» (ещё одним известным примером является «Меркава») вообще не имели маски.